# Nora Prentiss
Nora Prentiss is een Amerikaanse film noir uit 1947 onder regie van Vincent Sherman. Destijds werd de film in Nederland uitgebracht onder de titel De misstap van dr. Talbot.

## Verhaal
Dokter Talbot heeft een affaire met de nachtclubzangeres Nora Prentiss. Omdat hij zijn vrouw niet om een scheiding durft te vragen, zet hij zijn eigen dood in scène. Vervolgens verhuist hij samen met Nora van San Francisco naar New York. Als hij erachter komt dat er een onderzoek loopt naar zijn overlijden, krijgt hij een drankprobleem en wordt paranoïde. Tijdens een auto-ongeluk wordt zijn gezicht zwaar verminkt.

## Rolverdeling
| Acteur          | Personage             |
| --------------- | --------------------- |
| Ann Sheridan    | Nora Prentiss         |
| Kent Smith      | Dr. Richard Talbot    |
| Bruce Bennett   | Dr. Joel Merriam      |
| Robert Alda     | Phil Dinardo          |
| Rosemary DeCamp | Lucy Talbot           |
| John Ridgely    | Walter Bailey         |
| Robert Arthur   | Gregory Talbot        |
| Wanda Hendrix   | Bunny Talbot          |
| Helen Brown     | Juffrouw Judson       |
| Rory Mallinson  | Advocaat              |
| Harry Shannon   | Rechercheur           |
| James Flavin    | Officier van justitie |
| Douglas Kennedy | Spoedarts             |
| Don McGuire     | Vrachtwagenchauffeur  |
| Clifton Young   | Politieagent          |